# (444) Gyptis
(444) Gyptis ist ein Asteroid des Hauptgürtels, der am 31. März 1899 von Jérôme-Eugène Coggia in Marseille entdeckt wurde.
Der Name des Asteroiden ist abgeleitet von der Frau des Protis, des legendären Gründers der Stadt Marseille.